# Puendeluna
Puendeluna là một đô thị ở tỉnh Zaragoza, Aragon, Tây Ban Nha. Theo điều tra dân số 2004 của Viện thống kê Tây Ban Nha (INE), đô thị này có dân số là 65 người. Diện tích đô thị này là 9 ki-lô-mét vuông. Đô thị này nằm ở độ cao 430 m trên mực nước biển.

## Biến động dân số
Số liệu dân số Puendeluna giai đoạng 1842 và 2001:
| Biến động dân số của Puendeluna từ năm 1842 đến năm |      |      |      |      |      |      |      |      |      |      |      |      |      |      |  |
| 1842                                                | 1877 | 1887 | 1897 | 1900 | 1910 | 1920 | 1930 | 1940 | 1950 | 1960 | 1970 | 1981 | 1991 | 2001 |  |
| 122                                                 | 256  | 212  | 222  | 228  | 264  | 273  | 307  | 331  | 267  | 227  | 118  | 60   | 65   | 58   |  |